# Помпоний Януариан
Помпоний Януариан (на латински: Pomponius Ianuarianus) е политик и сенатор на Римската империя през 3 век.
От 2 ноември 283 г. до 21 май 284 г. той е префект на Египет.
През 288 г. е консул заедно с император Максимиан. През 288 – 289 г. той е praefectus urbi на Рим.